# Enemy Territory: Quake Wars
Enemy Territory: Quake Wars (сокращённо ET:QW) — компьютерная игра, трёхмерный тактический шутер от первого лица, разработанный компанией Splash Damage при поддержке id Software и некоторых других компаний. Издатель игры — компания Activision.
ET:QW наследует геймплей игры Wolfenstein: Enemy Territory и является второй многопользовательской ориентированной игрой в серии Quake (после Quake 3: Arena). Хотя игра и наследует геймплей Wolfenstein: Enemy Territory, однако в ней присутствуют транспортные средства, авиация, стационарные орудия, асимметричные команды, намного большие карты (уровни), а также компьютерные боты. Также ET:QW является полностью коммерческой игрой, в отличие от предшественника. Сюжетно игра связана со своими предшественниками по серии Quake — Quake II и Quake 4. Действие игры происходит в научно-фантастической вселенной этих игр, но за 50 лет до событий, о которых повествуется в Quake II. Таким образом, ET:QW является приквелом Quake II.

## Разработка и поддержка игры

### Анонс игры
Enemy Territory: Quake Wars была анонсирована 13 февраля 2007 года для PC, Xbox 360 и Playstation 3.
21 мая 2007 года было заявлено, что id Software выпустит версию игры для Linux, а Aspyr Media — для Mac OS X.
20 февраля 2008 года было заявлено, что ET:QW будет развит в условно-бесплатную онлайновую игру «Quake Wars: Online» фирмами «Dragonfly» и Activision Korea. Новая игра будет распространяться только на территории Южной Кореи.

### Бета-версия
Первая общественная бета-версия стала доступна на FilePlanet 20 июня 2007 года для платных подписчиков и 23 июня 2007 года для не платящих участников. Ключи для бета-версии были выданы только на QuakeCon 2007 и на ограниченное время. На этой стадии 60 000 тестеров получили лицензионные ключи для Enemy Territory: Quake Wars с целью тестирования игры и предоставления отзывов, чтобы избавиться от багов до релиза. Публичное бета-тестирование закончилось 25 сентября 2007 года. Эта первая бета-версия содержала одну карту — Коллектор (англ. Sewer). На этой карте команда людей должна была «смыть» строггов с их логовища в коллекторе.
3 августа 2007 года вышла вторая бета-версия игры. Вместо карты из предыдущей бета-версии эта версия содержала другую карту — Долина (англ. Valley). Эта карта была показана во многих предрелизных видеороликах и была доступна для игры на QuakeCon 2006. Также был изменён код игры для улучшения производительности и добавления новых особенностей.

### Демоверсия
Демонстрационная версия для Microsoft Windows вышла 10 сентября 2007 года и 16 октября 2007 года для Linux. Демоверсия игры включает одну карту — Valley. Тип игры на данной карте — типичный Assault. Строгги должны удерживать контрольные точки, а люди — выполнять определённые действия, чтобы их захватить.
Windows демоверсия доступна по ссылке steam://install/10050/  в дистрибутиве Steam

### Выход игры
Выход игры Enemy Territory: Quake Wars для платформы Microsoft Windows состоялся 28 сентября 2007 года в Европе и Австралии, и 2 октября 2007 года в Соединённых Штатах Америки.
19 октября 2007 года вышла версия игры для Linux.
18 марта 2008 года поступила в продажу версия игры для Mac OS X.
28 мая 2008 года поступили в продажу версии игры для и Xbox 360 и PS3.

## Геймплей
Enemy Territory: Quake Wars — игра, основанная на классах (англ. class-based). Есть две противостоящие команды: человеческая армия GDF (англ. Ground Defense Force — (Силы Обороны Земли) и строгги — инопланетная раса, которая осуществляет вторжение на Землю. У каждой стороны есть по пять классов солдат, по существу довольно похожих, но имеющих существенные различия. К GDF относятся солдат (англ. Soldier), медик (англ. Medic), инженер (англ. Engineer), артиллерист (англ. Field Ops) и разведчик (англ. Covert Ops). К строггам относятся агрессор (англ. Aggressor), техник (англ. Technician), конструктор (англ. Constructor), деструктор (англ. Oppressor) и инфильтратор (англ. Infiltrator) соответственно. У солдата есть взрывчатка и её можно поставить куда угодно. Солдату доступно различное оружие: автомат, дробовик, пулемет, гранатомет. У агрессора все то же самое, лишь со внешними различиями. У медика на выбор автомат, или дробовик. Он лечит своих напарников и дает аптечки, может вызвать самолет для сброса боеприпасов, медикаментов. У техника вместо аптечки капсула, а вместо дефибрилятора игла, с помощью которой он может не только воскрешать союзников, но и создавать из трупов центры возрождения (англ. Spawn host) для одного игрока. Любой строгг может подойти к центру возрождения и занять его, а после смерти он возрождается на этом месте (в случае, если медик людей не уничтожил центр возрождения дефибрилляторами или игрок вручную не сменит точку возрождения на иную или же не захватит другой центр возрождения). Инженер в своем арсенале имеет плоскогубцы, благодаря которым он может чинить генератор, технику; ставить мины, турели. Последних у него три на выбор: против наземной и воздушной техники, пехоты ( но лишь одну ). У конструктора всё так же, лишь со внешними отличиями. Также инженер и конструктор могут получить автомат с подствольным гранатометом, заработав достаточно опыта. Артиллерист может вызвать авиаудар; поставить артиллерийскую установку трёх видов: артиллерийское орудие - наносит множественные артиллерийские удары вокруг отмеченного места, турель с ракетами эффективна против техники, ракетная установка запускает баллистическую ракету в помеченную точку. У деструктора вместо авиаудара - мощный орбитальный удар, также он может поставить щит. Оружие - автомат, если набрать достаточно опыта, то к нему добавится прицел. Разведчик может поставить взрывчатку с камерой и вести с её помощью разведку. Также у него есть устройство взлома, с помощью которого он может взломать цель или скопировать внешность мёртвых врагов. Инфильтратор может запустить разведывательный аппарат. Всё остальное как у и разведчика кроме внешних отличий.
Главная цель игры состоит в уничтожении или в защите указанных целей за некоторое отведённое время. Задания для каждой стороны чередуются между нападением и защитой. В дополнение к главной цели, на карте существуют несколько вторичных целей, исполнение которых облегчит исполнение главной цели и принесёт дополнительные очки опыта.
Если игрок выполняет задания, уничтожает врагов и помогает своей команде, ему начисляются за это очки опыта (англ. experience points – «XP»). За эти очки опыта игрок может получить усовершенствования для своего класса, ручного оружия или техники. Эти усовершенствования сохраняются на протяжении лишь одной кампании, которая состоит из трёх карт, и после завершения кампании все усовершенствования пропадают. Это относится к однопользовательскому режиму, так как в многопользовательском при игре на специальных серверах очки опыта могут сохраняться.

## Технические особенности
Игра Enemy Territory: Quake Wars создана с помощью последней версии игрового движка id Tech 4 (ранее известен как движок Doom 3). Главное отличие этой версии движка от предыдущих — использование технологии «Мегатекстура». Применение этой технологии позволяет движку id Tech 4 довольно качественно прорисовывать открытые пространства без существенного падения производительности и прорисовывать сразу же всю текстуру в игре (все объекты в игре это и есть одна сплошная текстура с невероятно большим разрешением) что позволяет компьютеру в дальнейшем не заниматься обработкой текстуры, это и есть основное преимущество данного движка игры. Однако системные требования игры всё равно существенно выше других игр на движке id Tech 4. В качестве графического API используется OpenGL. Это позволило выпустить игру для разных платформ.

## Отзывы
| Сводный рейтинг | Сводный рейтинг | Сводный рейтинг | Сводный рейтинг |
| Издание         | Оценка          | Оценка          | Оценка          |
| Издание         | PC              | PS3             | Xbox 360        |
| --------------- | --------------- | --------------- | --------------- |
| GameRankings    | 84,26 %         | 64,77 %         | 68,96 %         |